# Банза, Александр
Подполковник Александр Банза (10 октября 1932 — 12 апреля 1969) — военный и государственный деятель Центральноафриканской Республики во времена правления Жана Беделя Бокассы.
Родился в городе Карно, на западе нынешней Центральноафриканской республики. Участник первой индокитайской войны, в составе французских колониальных войск.
Участник государственного переворота 1965 года, в результате которой правительство президента Давида Даго было свергнуто, а к власти пришёл Жан Бедель Бокасса. В новом правительстве Банза стал государственным министром и министром финансов.
В 1967—1968 годы между ним и президентом ЦАР, возник конфликт. Банза лишился своих постов и был расстрелян в лагере Кассай, при подозрении в подготовке военного переворота.

## Ранние годы
Александр Банза родился 10 октября 1932 года в семье крестьянина Казимира Либабы. Он был первым из трех сыновей. Банза учился в Камеруне и Конг-Браззавиле. В молодые годы поступил во французскую армию. Участвовал в первой Индокитайской войне. Позже проходил военную службу Габоне, Марокко и Тунисе. После этого Банза вернулся в Центральноафриканскую Республику, где он был зачислен в вооруженные силы новообразованного государства.
Брайан Титли, автор «Темного века: политической одиссеи императора Бокасса», описал Банзу как «умного, амбициозного и беспринципного» военного офицера.

## Государственный переворот 1965 года
В ноябре 1960 года, первым президентом ЦАР стал Давид Даго. В январе 1962 года двоюродный брат президента, Жан Бедель Бокасса уволился из французской армии и поступил на службу в центральноафриканские вооружённые силы, получив звание майора. Президент ЦАР, его кузен Давид Дако, в следующем году назначил Бокассу начальником штаба вооружённых сил и присвоил ему чин полковника в 1964 году.
К 1965 году, ЦАР была слабой африканской страной, с высоким уровнем коррупции и бедственным положением народа. Её границы часто подвергались нападениями повстанцами из соседних стран. Существенную экономическую помощь правительству Дако оказывал коммунистический Китай, однако улучшить экономическую ситуацию не получалось. К тому моменту главным советником президента Дако, стал начальник жандармерии Жан Изамо. Бокасса, как главнокомандующий армии, уже готовил военный переворот.
Напряженность между Дакко и Бокасса увеличилась в декабре 1965 года, когда Дакко одобрил увеличение бюджета для жандармерии Изамо, но отклонил бюджетное предложение для армии Бокассы. Александр Банза, которые к тому моменту был командиром военного лагеря в Кассай, на северо-востоке Банги, предложил Бокассе свою поддержку, и смог убедить обеспокоенного главнокомандующего совершить переворот. Военный переворот произошёл с 31 декабря 1965 по 1 января 1966 года.